# Briesen (Mark)
Briesen település Németországban, azon belül Brandenburgban. Lakosainak száma 2959 fő (2023. december 31.).

## Népesség
A település népességének változása:
| Lakosok száma | 2192 | 2796 | 2800 | 2886 | 2951 | 2959 |
|               | 2014 | 2017 | 2019 | 2021 | 2022 | 2023 |